# サヴォイア軍事勲章
サヴォイア軍事勲章 （伊語：Ordine militare di Savoia）は、サルデーニャ・ピエモンテ王国、イタリア王国及びイタリア共和国の勲章であり、イタリア陸軍・海軍・空軍における最高位の勲章。サヴォイア家が軍人に限定した勲章として制定し、聖アヌンツィアータ騎士団勲章、聖マウリッツィオ・ラザロ騎士団勲章に次ぐ第三の勲章として用いられた。
共和制移行後は二つの騎士団勲章が公的な地位を失う一方、サヴォイア軍事勲章はイタリア軍事勲章（伊語：Ordine Militare d'Italia）として存続している。

## 歴史
サヴォイア軍事勲章は1700年代末、ナポレオン戦争の動乱という難局でサヴォイア家を率いていたサルデーニャ王ヴィットーリオ・アメデーオ3世が軍人達の労苦を讃え、称号を与えたのが始まりとされている。アメデーオ3世の息子カルロ・エマヌエーレ4世の時代にサルデーニャ・ピエモンテ王国はナポレオンにより滅ぼされるが、エマヌエーレ4世とその軍勢はピエモンテからサルデーニャ島に移り、抵抗を続けた。そしてその弟ヴィットーリオ・エマヌエーレ1世の時代に旧領を回復してサルデーニャ・ピエモンテ王国を復興した。
エマヌエーレ1世はカラビニエリの創設など軍制度の改革を進めるが、その中で父が作った軍人達を労う慣例も制度化し、1815年8月14日にサヴォイア軍事勲章 （伊語：Ordine militare di Savoia）を制定した。
最初期に受勲したのはサヴォイア家と行動を共にした軍人達の他、ナポレオン軍に参加してレジオンドヌール勲章を受勲した者、ボナパルト家によるイタリア王国に参加して鉄王冠勲章を受勲した者達も対照となった。その後もサルデーニャ軍の参加した戦争で活躍した者が受勲し、やがてサヴォイア家がリソルジメントでイタリアを統一すると、顕著な戦果を挙げた者に与えられる武功黄金記章と並んでイタリア王国陸軍・海軍・空軍における最大の栄誉となった。
1946年に成立したイタリア共和国においてもイタリア軍事勲章（伊語：Ordine Militare d'Italia）として存続し、サヴォイア時代に受勲した勲章も同格として扱われている。

## 階級

### 創設時
- 大十字騎士（カヴァリエーレ・ディ・グラン・クローチェ Cavaliere di Gran Croce）
- 司令官（コンメンダトーレ Commendatore）
- 騎士（カヴァリエーレ Cavaliere）
- 兵士（ミーリテ Milite）

### イタリア王国成立後
- 大十字騎士（カヴァリエーレ・ディ・グラン・クローチェ Cavaliere di Gran Croce）
- 上級士官（グランドゥッフィチャーレ Grand'ufficiale）
- 司令官（コンメンダトーレ Commendatore）
- 士官（ウッフィチャーレ Ufficiale）
- 兵士（ミーリテ Milite）あるいは騎士（カヴァリエーレ Cavaliere）

### イタリア共和国
- 大十字騎士（カヴァリエーレ・ディ・グラン・クローチェ Cavaliere di Gran Croce）
- 上級士官（グランドゥッフィチャーレ Grand'ufficiale）
- 司令官（コンメンダトーレ Commendatore）
- 士官（ウッフィチャーレ Ufficiale）
- 騎士（カヴァリエーレ Cavaliere）

## 着用

### 小綬・中綬・星章・大綬
- サヴォイア軍事勲章の小綬や中綬は白十字に月桂樹が添えられ、士官より上の受勲者は更にその上部にサヴォイア家の王権を示す冠が描かれている。リボンカラーは青と赤。
  - 司令官以下の階級は胸にリボンと小綬を取り付け、司令官は首に中綬を付ける。上級士官はそれに加えて胸に星章を付ける。最上位の大十字騎士は大綬の着用となる。
- イタリア軍務勲章に改称された後も基本的な部分に変更はないが、細部に変更がある。
  - サヴォイア家を意味する王冠は取り除かれ、代わりに鷹や月桂冠へ置き換えられている。
  - 勲章の中心に描かれたサヴォイア家の紋章も取り外され、「RI」（イタリア共和制、レプッブリカ・イタリアーナ Repubblica Italiana）の二文字が描かれている。
  - 他に紋章にはヴィットーリオ・エマヌエーレ1世を意味する文字が刻まれていたが、これも共和国憲法が制定された1947年を意味する数字となっている。

|          |         |              |               |                    |
| Ribbon   |         |              |               |                    |
| Cavalier | Officer | Commendatore | Grand Officer | Knight Grand Cross |

### 略綬
| 王政時代 | 共和制時代 | 階級                           | 伊語                                                  |
| -------- | ---------- | ------------------------------ | ----------------------------------------------------- |
|          |            | 1st Class / Knight Grand Cross | Cavaliere di Gran Croce dell'Ordine militare d'Italia |
|          |            | 2nd Class / Grand Officer      | Grande Ufficiale dell'Ordine militare d'Italia        |
|          |            | 3rd Class / Commander          | Commendatore dell'Ordine militare d'Italia            |
|          |            | 4th Class / Officer            | Ufficiale dell'Ordine militare d'Italia               |
|          |            | 5th Class / Knight             | Cavaliere dell'Ordine militare d'Italia               |

## 主な受勲者
日本語版及び英語版に人物記事がある受勲者のみ掲載

### 大十字騎士勲章
- ベニート・ムッソリーニ（イタリア）
- 第2代アオスタ公エマヌエーレ・フィリベルト・ディ・サヴォイア＝アオスタ（イタリア）
- 初代アブルッツィ公ルイージ・アメデーオ・ディ・サヴォイア＝アオスタ（イタリア）
- エミーリオ・デ・ボーノ（イタリア）
- エットーレ・バスティコ（イタリア）
- アルマンド・ディアズ（イタリア）
- ルイージ・カドルナ（イタリア）
- ピエトロ・バドリオ（イタリア）
- ユゼフ・ピウスツキ（ポーランド）
- ギリシャ王アレクサンドロス1世（ギリシャ）
- コノート公アーサー（イギリス）
- ヘルムート・カール・ベルンハルト・フォン・モルトケ（ドイツ）
- ドワイト・D・アイゼンハワー（アメリカ）
- マーク・W・クラーク（アメリカ）

### 上級士官勲章
- 第2代トリノ伯ヴィットーリオ・エマヌエーレ・ディ・サヴォイア＝アオスタ（イタリア）
- ジョヴァンニ・メッセ（イタリア）
- グリエルモ・ナージ（英語版）（イタリア）
- ジャチント・フェッレーロ（英語版）（イタリア）
- オッターヴィオ・ブリッコラ（英語版）（イタリア）
- ジュリオ・チェーザレ・タッソーニ（英語版）（イタリア）
- ジャンパオロ・ディ・パオラ（英語版）（イタリア）
- エルヴィン・ロンメル（ドイツ）
- 第10代キャバン伯ルドルフ・ランバート（英語版）（イギリス）
- ウェスリー・クラーク（英語版）（アメリカ）
- ライマン・レムニッツァー（アメリカ）

### 司令官勲章
- ジョルジョ・チリアーナ（英語版）（イタリア）
- エルネスト・モンベッリ（英語版）（イタリア）
- 初代エイリー男爵リチャード・エイリー（英語版）（イギリス）
- リチャード・デイクレス（英語版）（イギリス）
- カール・デーニッツ（ドイツ）
- エヴァルト・フォン・クライスト（ドイツ）
- ハンス＝ヴァレンティーン・フーベ（ドイツ）

### 士官勲章
- アキッレ・スタラーチェ（英語版）（イタリア）
- トム・ウェッブ・ボーウェン（英語版）（イギリス）
- レジナルド・ティアウィット（英語版）（イギリス）
- ジェームス・メルヴィル・バビントン（英語版）（イギリス）
- カール・べッチャー（英語版）（ドイツ）
- エルヴィン・メニー（英語版）（ドイツ）

### 騎士勲章
- グスターヴォ・ペゼンティ（英語版）（イタリア）
- ルイージ・ボンジョバンニ（英語版）（イタリア）
- エルネスト・ブルツァーリ（英語版）（イタリア）
- アーネスト・アレクサンダー（英語版）（イギリス）
- 初代マウントエバンス男爵エドワード・エヴァンス（英語版）（イギリス）
- フリッツ・バイエルライン（ドイツ）